# Abou Ndiaye
Pour les articles homonymes, voir Ndiaye.
Abou Ndiaye est sociologue, diplômé de l'EHESS (doctorat soutenu sous la direction de Jean-Claude Chamboredon). Il est chercheur, consultant, intervenant, enseignant/formateur et conseiller scientifique dans les organisations.

## Biographie
Il exerce la fonction de directeur de l'ARESS (Atelier de Recherches en Sciences Sociales) à la Fondation MSH à Paris (France).
De 2006 à 2009 (jusqu'à avril 09), il est vice-président de l'Association Française de Sociologie (AFS) avec une double délégation : responsable du Comité d'action sociologie professionnelle (CASP) et chargé de l'organisation du 3e congrès de l'AFS à l'université Paris-Diderot-Paris 7 (date du congrès : du 14 au 17 avril 2009). Il est cofondateur du CASP et est l'un des principaux promoteurs de la sociologie dite professionnelle/ou praticienne en France. Il milite pour le développement d'une sociologie extra-académique (c'est-à-dire au-delà des EPST et université).
Domaines d'activité, d'intervention :
1. la socialisation[4] (la socialisation entre pairs chez les jeunes, la socialisation par l’activité professionnelle, la socialisation par les loisirs, socialisation par les conduites à risque) ;
2. la sociologie des professions de socialisation et d’éducation[5] ;
3. la sociologie des apparences (les codes vestimentaires, les looks professionnels...), sociologie du travail social[6], des professions, éducation populaire, animation socioculturelle, monde associatif.

Ancien membre du Conseil National du sport universitaire. Il est ancien athlète (sprinteur).

## Publications
- « Sociographie d’un rapport au temps comme fondement de la culture professionnelle. L’exemple des animateurs socioculturels », SociologieS [Revue en ligne] (Théories et recherches), 10 décembre 2007 texte intégral